# Antonomasie
Die Antonomasie (altgriechisch ἀντονομασία antonomasía aus ἀντ(ι)- ant(i)- „gegen-, anders“ und ὀνομασία onomasía „Benennung“, also „andere Benennung“) ist ein Tropus, bei dem entweder eine charakteristische Eigenschaft an die Stelle eines Eigennamens gesetzt wird oder umgekehrt. Ein Beispiel für den ersten Fall ist die Bezeichnung „die amerikanische Traumfabrik“ für die Filmstudios in Hollywood, ein Beispiel für den zweiten Fall ist die Bezeichnung „das Hollywood des Ostens“ für die Filmstudios in Babelsberg. Die Antonomasie kann als auf Eigennamen angewandte Variante der Synekdoche verstanden werden.

## Gebrauch und Beispiele

### Antike
Klassische Beispiele für Antonomasien sind „der Sohn der Aphrodite“ statt Eros, „der Beherrscher des Meeres“ statt Poseidon bzw. Neptun und „der Schöpfer der Welt“ statt Gott. Weitere Beispiele sind „das Heilige Land“ statt Israel oder „die Ewige Stadt“ statt Rom.

### Gegenwart
Antonomasien sind heute vor allem im Journalismus gebräuchlich, um Abwechslung in einen Text zu bringen, wenn ein Eigenname sonst zu häufig vorkommen müsste. Diese Art der Periphrase ist eine Alternative zur (wiederholten) Verwendung von Personalpronomen. In verschiedenen Ressorts wie Feuilleton und Sportjournalismus werden Antonomasien häufig gebraucht. Antonomasien können nicht nur als Synonyme für Personen, sondern auch für Städte, Länder oder Gegenstände verwendet werden. Beispiele aus dem modernen Journalismus sind „der frühere Bundeskanzler“ statt Helmut Kohl und „der Kerpener“ statt Michael Schumacher. Ein Beispiel für einen Filmtitel ist Der Einstein des Sex von Rosa von Praunheim.
An einem fiktiven Pressebericht über Gerhard Schröder versuchte der Sprachkolumnist Bastian Sick zu demonstrieren, dass die Häufung von Antonomasien, wie sie im Sportjournalismus zu beobachten ist, im Politikteil einer Zeitung unpassend wäre:

„Zum Auftakt der Konferenz stellte sich der 60-jährige SPD-Star den Fragen der Presse. ‚Ich bin sehr zuversichtlich‘, so der Hannoveraner, ‚dass das, was wir uns vorgenommen haben, in seiner Machbarkeit auch umsetzbar ist.‘ Der Profi-Politiker, der zurzeit mit einer Reform-Verstauchung zu kämpfen hat, wird auch 2006 wieder an den Start gehen. ‚Joschka und ich sind uns einig, und Doris ist auch dafür‘, verriet der zweimalige Wahlgewinner von 1998 und 2002.“

## Varianten
Der deutsche Romanist Heinrich Lausberg hat in seinem Rhetorik-Handbuch von 1960 zwei Sorten von Antonomasien unterschieden: Eine „eigentliche Antonomasie“, die nach dem Typ genus pro specie (Gattung für Einzelnes) funktioniert, sowie eine „Vossianische Antonomasie“, die nach dem Prinzip species pro genere (Einzelnes für Gattung) gebildet ist.

### „Eigentliche Antonomasie“: Eigenschaft für Name
Die klassische Antonomasie, wie sie etwa bereits bei Homer vielfach vorkommt, verwendet schmückende Beiwörter (epitheta ornantia), die sonst als Ergänzung zu einem Namen vorkommen könnten, als Ersatz dieses Namens. Statt Zeus, der olympische Herr der Blitze, kann es etwa heißen:

„Auch der olympische Herr der Blitze begab sich zum Lager, 
wo er schon immer ruhte, ergriff ihn köstlicher Schlummer.“

### „Vossianische Antonomasie“: Name für Eigenschaft
Den zweiten Typ benannte Lausberg nach dem niederländischen Rhetoriker Gerhard Johannes Vossius, der ihn in seiner Rhetorik von 1630 beschreibt. Dieser mit der Synekdoche verwandte Gebrauch reduziert eine eigentlich gemeinte charakteristische Eigenschaft, Funktion oder Sache auf deren allgemein bekannten Repräsentanten. Dabei muss klar sein, dass jemand beispielsweise als Verräter bezeichnet werden soll, wenn er „Judas“ genannt wird. Für die Figur finden sich bereits antike Beispiele. So nannte der Stoiker Panaitios von Rhodos Platon den „Homer der Philosophie“, der römische Kaiser Severus Alexander bezeichnete Vergil als den „Platon der Dichter“.
Die Figur wird heute besonders häufig im Feuilleton verwendet und wurde bis 2014 vom Feuilleton-Blog Der Umblätterer regelmäßig gesammelt. Der Schriftsteller Tex Rubinowitz plagiierte 2015 einige der gesammelten Beispiele sowie die Wikipedia-Definition in einem Text im Magazin der Süddeutschen Zeitung mit der Überschrift Der Mozart unter den Texten. Der Umblätterer bezeichnete ihn daraufhin als „Guttenberg des Feuilletons“.